# Nanochromis
Nanochromis es un género de peces de la familia Cichlidae y de la orden de los Perciformes. Se encuentra en el río Congo en África Central.

## Especies
- Nanochromis consortus T. R. Roberts & D. J. Stewart, 1976
- Nanochromis minor T. R. Roberts & D. J. Stewart, 1976
- Nanochromis nudiceps (Boulenger, 1899)
- Nanochromis parilus T. R. Roberts & D. J. Stewart, 1976
- Nanochromis splendens T. R. Roberts & D. J. Stewart, 1976
- Nanochromis teugelsi Lamboj & Schelly, 2006
- Nanochromis transvestitus T. R. Roberts & D. J. Stewart, 1984
- Nanochromis wickleri Schliewen & Stiassny, 2006